# Saint-Aubin-Celloville
Pour les articles homonymes, voir Saint-Aubin.
Saint-Aubin-Celloville est une commune française située dans le département de la Seine-Maritime en région Normandie.

## Géographie

### Localisation
La commune fait partie de la Métropole Rouen Normandie.
|         | Franqueville-Saint-Pierre |                        |
| Belbeuf | Saint-Aubin-Celloville    | Boos                   |
| Gouy    | Ymare                     | Quévreville-la-Poterie |

### Hydrographie
La commune est située dans le bassin Seine-Normandie. Elle n'est drainée par aucun cours d'eau,. Néanmoins deux plans d'eau sont présents sur le territoire communal : la mare d'Incarville (0,1 ha) et la mare du Moulin, d'une superficie totale de 0,1 ha (0,01 ha sur la commune),.

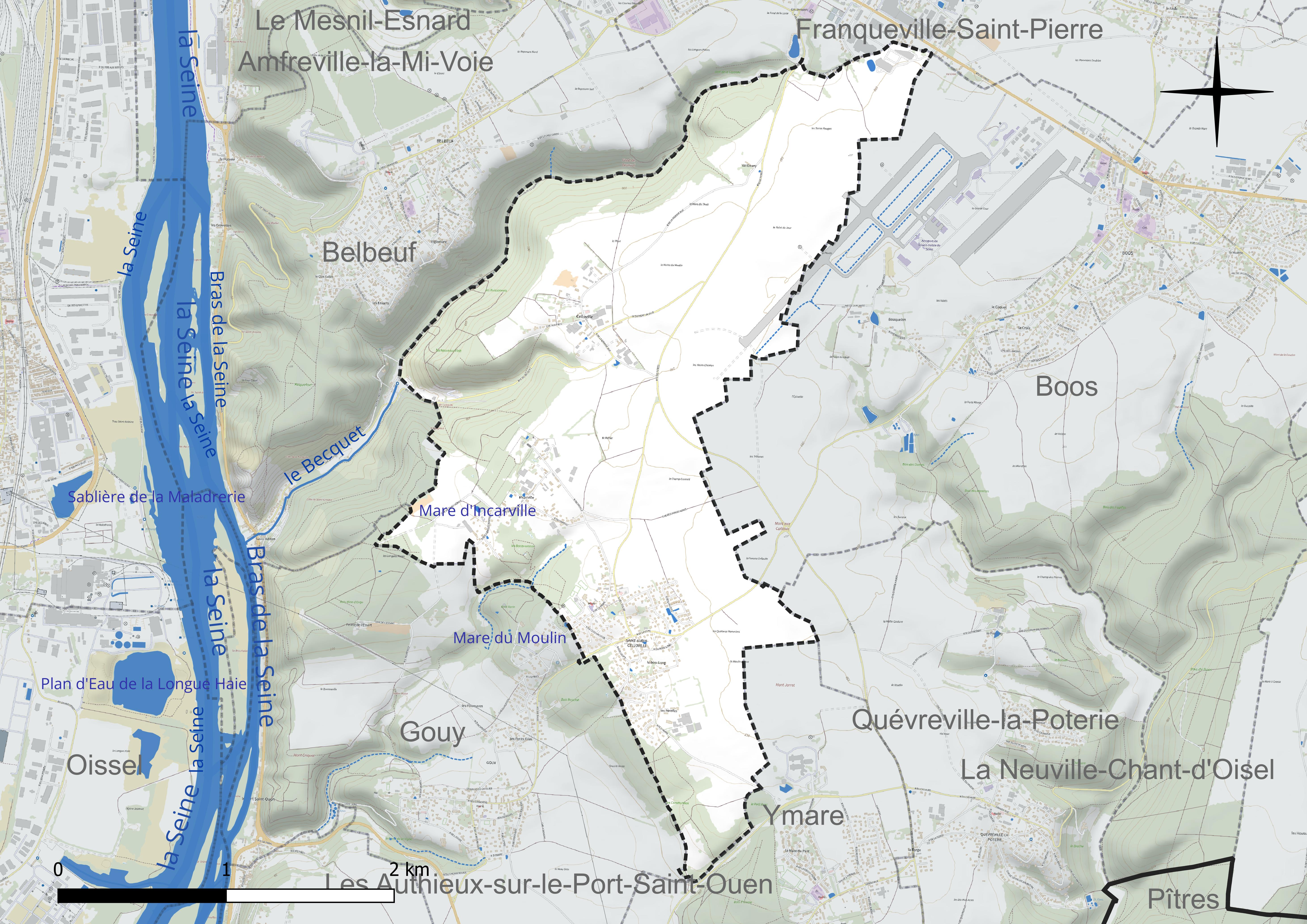
Réseau hydrographique de Saint-Aubin-Celloville.

### Climat
Pour des articles plus généraux, voir Climat de la Normandie et Climat de la Seine-Maritime.
En 2010, le climat de la commune est de type climat océanique altéré, selon une étude du CNRS s'appuyant sur une série de données couvrant la période 1971-2000. En 2020, Météo-France publie une typologie des climats de la France métropolitaine dans laquelle la commune est exposée à un climat océanique et est dans la région climatique Côtes de la Manche orientale, caractérisée par un faible ensoleillement (1 550 h/an) ; forte humidité de l’air (plus de 20 h/jour avec humidité relative > 80 % en hiver), vents forts fréquents. Parallèlement le GIEC normand, un groupe régional d’experts sur le climat, différencie quant à lui, dans une étude de 2020, trois grands types de climats pour la région Normandie, nuancés à une échelle plus fine par les facteurs géographiques locaux. La commune est, selon ce zonage, exposée à un « climat contrasté des collines », correspondant au Pays d’Auge, Lieuvin et Roumois, moins directement soumis aux flux océaniques et connaissant toutefois des précipitations assez marquées en raison des reliefs collinaires qui favorisent leur formation.
Pour la période 1971-2000, la température annuelle moyenne est de 10,2 °C, avec une amplitude thermique annuelle de 13,4 °C. Le cumul annuel moyen de précipitations est de 826 mm, avec 13 jours de précipitations en janvier et 8,7 jours en juillet. Pour la période 1991-2020, la température moyenne annuelle observée sur la station météorologique la plus proche, située sur la commune de Boos à 4 km à vol d'oiseau, est de 10,9 °C et le cumul annuel moyen de précipitations est de 847,5 mm,. Pour l'avenir, les paramètres climatiques de la commune estimés pour 2050 selon différents scénarios d’émission de gaz à effet de serre sont consultables sur un site dédié publié par Météo-France en novembre 2022.

## Urbanisme

### Typologie
Au 1er janvier 2024, Saint-Aubin-Celloville est catégorisée bourg rural, selon la nouvelle grille communale de densité à sept niveaux définie par l'Insee en 2022.
Elle est située hors unité urbaine. Par ailleurs la commune fait partie de l'aire d'attraction de Rouen, dont elle est une commune de la couronne,. Cette aire, qui regroupe 317 communes, est catégorisée dans les aires de 200 000 à moins de 700 000 habitants,.

### Occupation des sols
L'occupation des sols de la commune, telle qu'elle ressort de la base de données européenne d’occupation biophysique des sols Corine Land Cover (CLC), est marquée par l'importance des territoires agricoles (58,6 % en 2018), en diminution par rapport à 1990 (59,9 %). La répartition détaillée en 2018 est la suivante : 
terres arables (40,5 %), forêts (26,4 %), prairies (18 %), zones urbanisées (10,5 %), zones industrielles ou commerciales et réseaux de communication (4,6 %). L'évolution de l’occupation des sols de la commune et de ses infrastructures peut être observée sur les différentes représentations cartographiques du territoire : la carte de Cassini (XVIIIe siècle), la carte d'état-major (1820-1866) et les cartes ou photos aériennes de l'IGN pour la période actuelle (1950 à aujourd'hui).

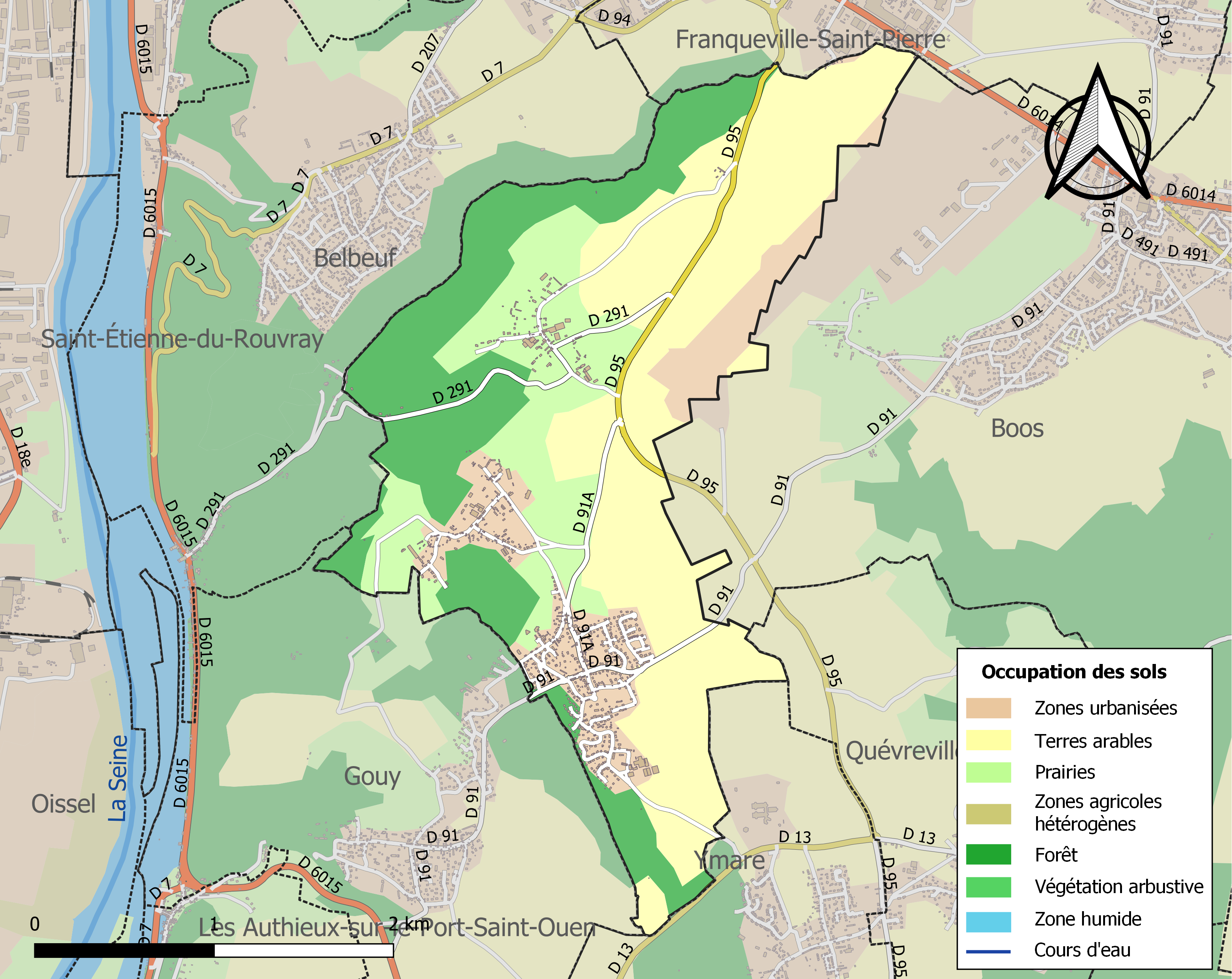
Carte des infrastructures et de l'occupation des sols de la commune en 2018 (CLC).

## Toponymie
La commune est issue de la fusion en 1823 des deux anciennes paroisses de Saint-Aubin-la-Campagne et de Celloville.
Saint-Aubin-la-Campagne : est attesté sous la forme Sanctus Albinus in Campania vers 1240.

Saint Aubin est la dédicace d'un grand nombre de communes en Normandie, il s'agit d'un ancien évêque d'Angers au VIe siècle.
Celloville est attesté sous la forme latinisée Serlovilla entre 1040 et 1049.

Il s'agit d'une formation toponymique médiévale en -ville. L'appellatif ville (ancien français vile) a signifié « domaine rural » (d'où vilain « paysan du Moyen Âge »), puis « village » avant de prendre le sens qu'on lui connait aujourd'hui.

Le premier élément est un anthroponyme comme c'est généralement le cas. Les spécialistes identifient le nom d'homme d'origine germanique Serlo / -one, fréquemment attesté dans la Normandie ducale. Il faut comprendre Serlon, nom de personne issu du germanique Sarilo auquel se superpose l'anthroponyme vieux norrois Særli, lui même issu du vieux haut allemand.

## Politique et administration
| Période                                  | Période                    | Identité        | Étiquette | Qualité               |
| ---------------------------------------- | -------------------------- | --------------- | --------- | --------------------- |
| Les données manquantes sont à compléter. |                            |                 |           |                       |
| 1830                                     |                            | Mulot           |           |                       |
| 1874                                     |                            | Eustache Lerat  |           |                       |
| 1908                                     | 1932                       | Charles Laurent |           |                       |
| avant 1988                               |                            | Jacques Laurent |           |                       |
| Les données manquantes sont à compléter. |                            |                 |           |                       |
| mars 2001                                | 2014                       | Claude Debarre  |           |                       |
| 2014                                     | mai 2020                   | Patricia Baud   |           |                       |
| mai 2020,                                | En cours (au 10 août 2020) | Maxime Dehail   |           | Professeur des écoles |

## Population et société

### Démographie
L'évolution du nombre d'habitants est connue à travers les recensements de la population effectués dans la commune depuis 1793. Pour les communes de moins de 10 000 habitants, une enquête de recensement portant sur toute la population est réalisée tous les cinq ans, les populations de référence des années intermédiaires étant quant à elles estimées par interpolation ou extrapolation. Pour la commune, le premier recensement exhaustif entrant dans le cadre du nouveau dispositif a été réalisé en 2004.

En 2022, la commune comptait 1 182 habitants, en évolution de +18,44 % par rapport à 2016 (Seine-Maritime : +0,35 %, France hors Mayotte : +2,11 %).
| 1793 | 1800 | 1806 | 1821 | 1831 | 1861 | 1876 | 1881 | 1886 |
| ---- | ---- | ---- | ---- | ---- | ---- | ---- | ---- | ---- |
| 432  | 436  | 451  | 466  | 670  | 549  | 474  | 490  | 431  |

| 1891 | 1896 | 1901 | 1906 | 1911 | 1921 | 1926 | 1931 | 1936 |
| ---- | ---- | ---- | ---- | ---- | ---- | ---- | ---- | ---- |
| 452  | 431  | 433  | 401  | 356  | 324  | 334  | 351  | 356  |

| 1946 | 1954 | 1962 | 1968 | 1975 | 1982 | 1990 | 1999  | 2004 |
| ---- | ---- | ---- | ---- | ---- | ---- | ---- | ----- | ---- |
| 364  | 415  | 447  | 473  | 654  | 681  | 990  | 1 015 | 976  |

| 2006 | 2009 | 2014 | 2019  | 2022  | - | - | - | - |
| ---- | ---- | ---- | ----- | ----- | - | - | - | - |
| 955  | 971  | 946  | 1 176 | 1 182 | - | - | - | - |

### Cultes
Saint-Aubin-Celloville appartient à la paroisse catholique Saint-Paul du Mesnil – Plateau de Boos qui fait partie du doyenné Rouen-Nord de l'archidiocèse de Rouen.

## Culture locale et patrimoine

### Lieux et monuments
- Église Saint-Aubin (Saint-Aubin-la-Campagne)
- Église Saint-Pierre-et-Saint-Laurent (Celloville)

### Personnalités liées à la commune
- Gilbert Soury (1732-1810), prêtre catholique et créateur de la Jouvence qui porte son nom, était natif de Celloville[25].

### Héraldique
| Armes de Saint-Aubin-Celloville | Les armes de la commune de Saint-Aubin-Celloville se blasonnent ainsi : Parti : au 1) de gueules à la crosse d’or accostée des lettres S et A capitales du même, au 2) d’azur au clocher du lieu d’argent brochant sur un autre du même plus petit ; enté en pointe d’or à la poterie de gueules. |